# Metalimnophila yorkensis
Metalimnophila yorkensis är en tvåvingeart som beskrevs av Alexander 1926. Metalimnophila yorkensis ingår i släktet Metalimnophila och familjen småharkrankar. Inga underarter finns listade i Catalogue of Life.